# Parafia św. Faustyny Apostołki Bożego Miłosierdzia w Rogozinie
Parafia pw. Świętej Faustyny Apostołki Bożego Miłosierdzia w Rogozinie – parafia rzymskokatolicka należąca do dekanatu płockiego wschodniego, diecezji płockiej, metropolii warszawskiej. 